# Ostuni Sport
Ostuni Sport là một câu lạc bộ bóng đá Ý, có trụ sở tại Ostuni, Apulia, được thành lập vào năm 1945.
Ostuni trong mùa 2010-11, từ Serie D bảng H xuống hạng đến Eccellenza Apulia.
Màu sắc của đội là vàng và xanh.